# Speidl Zoltán (politikus)
Speidl Zoltán (Budapest, 1942. február 26. – Piliscsaba, 2016. február 2.) újságíró, egyetemi docens, országgyűlési képviselő (1990–1994).

## Családja
Apai ágon elszegényedett bárói család sarja, amely Mária Terézia uralkodása idején települt Szászországból a Bánátba. Speidl Sándor jogász és Soós Eszter egyetlen gyermekeként született, mindkét szülő a Magyar Állami Vasutak (MÁV) alkalmazásában állt. Apai nagyapja Speidl Bódog (1847–1906) vasúttervező mérnök volt, aki 1882-től a Keleti pályaudvar vágányelrendezési munkáit tervezte és vezette.

## Szakmai pályafutása
Speidl 1960-ban érettségizett a fővárosi Fáy András Gimnáziumban. Két évvel később, 1962-ben híradástechnikai-műszerész képesítést szerzett a Munkaügyi Minisztérium 14. sz. Szakmunkásképző Intézetében. 1963-ig e minőségben dolgozott a Magyar Posta alkalmazásában. 1963-ban felvételt nyert az Eötvös Loránd Tudományegyetem történelem–muzeológia szakára, ahol 1968-ban végzett. Előbb az Országos Széchényi Könyvtárban, majd a Budapesti Történeti Múzeum pesterzsébeti kirendeltségén volt irattáros illetve segédmuzeológus. 1970 és 1972 között a Hadtörténeti Intézet és Múzeum tudományos munkatársaként dolgozott, majd 1973-ig a Tudományos Ismeretterjesztő Társulat (TIT) budapesti szervezetének történész szaktitkára volt.
1973-tól újságíróként dolgozott. 1977-ig a Budapesti Közlekedési Hírlap, majd 1985-ig a nyíregyházi Keletmagyarország munkatársa volt, közben 1975-ben elvégezte a Magyar Újságírók Országos Szövetsége (MÚOSZ) képzését. 1985 és 1986 között a Köznevelés majd, Salgótarjánba költözve, 1986 és 1988 között Nógrád című folyóiratokat szerkesztette. 1988 és 1993 között a Képes Újság rovatvezetője volt. 1993-tól 1995-ig a Heti Magyarországnál dolgozott, közben 1994-ben főszerkesztője lett a Magyarország c. lapnak. 1996-ban az Új Magyarország rovatvezetője volt, mindemellett a Magyar Nemzet alkalmazta szerződéses publicistaként 1995 és 1996 között. 1996-tól a Várnegyed, 1998-tól 2003-ig a Turista Magazin főszerkesztőjeként működött.
1997-től állt docensként a Pázmány Péter Katolikus Egyetem Bölcsészet- és Társadalomtudományi Kara (PPKE-BTK) Kommunikáció és Médiatudományi Intézetének alkalmazásában. Nyugalmazása után is óraadó tanár maradt Piliscsabán.

## Politikai pályafutása
1971 és 1989 között a Magyar Szocialista Munkáspárt (MSZMP) tagja volt. Már a kezdetektől, 1987-től részt vett a szárnyát bontogató Magyar Demokrata Fórum (MDF) rendezvényein. Még annak megszűnése előtt, 1989 nyarán kilépett az állampártból és később az MDF-ben politizált. 1989 és 1990 között a párt salgótarjáni szervezetének elnöke volt. 1990-től a párt elnökségi tagja volt. Az 1990-es magyarországi országgyűlési választáson a második fordulóban egyéni mandátumot szerzett Nógrád megye 1. számú (Salgótarján központú) választókerületében, a szavazatok 44,12%-ával, megelőzve Gusztos Istvánt (SZDSZ) és Szilágyi Tibort (MSZP).
Az Országgyűlésben a mandátumáról lemondott Baka Andrást követte, előbb az emberi jogi, kisebbségi és vallásügyi bizottság (1991–1993), majd a kulturális, tudományos, felsőoktatási, televízió, rádió és sajtó bizottság (1993–1994) tagja lett.

## Művei
- Az orosz forradalmak és Magyarország; MSZBT, Bp., 1969
- Félkegyelmi állapot. Egy publicista naplója (1991–1999), Mundus Magyar Egyetemi Kiadó, 2001
- Homoktemető. Magyar múlt riporter szemmel (1945–1990), Loisir Könyvkiadó, 2007
- Végállomás: Madeira. Királykérdés Magyarországon 1919–1921, Kairosz Kiadó, 2012